# 昌北话
昌北话，又称昌北方言，是分布于浙江省杭州市临安区西北部（原昌化县北部）的一种方言，以岛石方言为中心。昌北话的音系虽然和吴语一样保持塞音三分，但调类却趋近于邻近的徽语绩溪话，词汇则汇聚了昌化话、绩溪话和官话，因此昌化人、宁国人、绩溪人都不认为昌北人和自己讲一样话。从语言上，昌北话保持了全浊声母、塞音三分的吴语特征，词汇和语法受到外来方言影响发生变化，大体上仍然归入吴语范畴。但郑张尚芳指出昌北话存在浊音消失的情况，其浊擦音变清擦音，浊声母只有在舒音保持浊音，入声时变成送气清音。